# Gran Valaquia

Mapa Historical Atlas de William Robert Pastor, que muestra los Balcanes en c. de 1265, con Tesalia en verde claro.

Gran Valaquia o Gran Vlaquia (en griego: Μεγάλη Βλαχία), o simplemente Vlaquia (en griego: Βλαχία), era una provincia en el norte del Danubio a finales del siglo xii. El nombre deriva de los valacos (aromunes), que habían vivido en gran parte del área.

## Nombre
El nombre deriva de los aromunes o valacos, un grupo étnico principalmente trashumante que vive en varias áreas montañosas de los Balcanes, descendientes de antiguas poblaciones de habla romance mezcladas con la gente de las invasiones bárbaras de la Antigüedad tardía. En el sentido más amplio, fuentes griegas y occidentales de la Edad Media tardía —como las versiones francesa, italiana y aragonesa de la Crónica de Morea, o los cronistas Ramón Muntaner y Marino Sanuto Torsello— utilizaban «Vlaquia» o nombres similares (Blaquie, Blaquia, Val[l]achia) para referirse a toda Tesalia, desde las montañas Pindo en el oeste hasta el mar Egeo en el este, y desde el área del monte Olimpo y Servia en el norte hasta las localidades de Zetouni (Lamía) y Neopatras (Ypati) en el sur.
Aparentemente, la Valaquia de Tesalia también se conocía como «Valaquia de la Hélade» (ἐν Ἑλλάδι Βλαχία), así como «Gran Valaquia» (Μεγάλη Βλαχία), para distinguirla de otras áreas habitadas por valacos, «Alta Valaquia» en Epiro, y «Pequeña Valaquia» en Etolia-Acarnania. El historiador bizantino contemporáneo Nicetas Coniata, sin embargo, distingue «Gran Valaquia» como un distrito cerca de Meteora. «Vlaquia», «Gran Valaquia» y las otras variantes comenzaron a dejar de usarse para Tesalia a principios del siglo xiv, a partir del siglo xv se le reservó el nombre.

## Valacos de Tesalia en la Edad Media
Los valacos de Tesalia aparecen por primera vez en las fuentes bizantinas en el siglo xi, en el Strategikon de Cecaumeno y la Alexiada de Ana Comneno. Cecaumeno, que escribió a finales de la década de 1070, enfatiza en particular tanto su trashumancia como su desdén por las autoridades imperiales. Cecaumeno registra un fallido levantamiento de valacos en 1066, bajo el liderazgo involuntario de Nikulitza Delfina, pariente del noble búlgaro Nikulitsa, a quien el emperador Basilio II colocó para gobernar sobre los valacos tesalios. Ana Comneno informa sobre un asentamiento de valacos cerca del monte Osa en 1083, en relación con la campaña de su padre, Alejo I Comneno, contra los normandos.
En el siglo xii, el viajero judío Benjamín de Tudela, que recorrió la zona en 1166, registró que la ciudad de Zetouni (Lamía) estaba «situada a los pies de las colinas de Valaquia». Evidentemente, el término no era simplemente una designación geográfica o étnica, ya que una crisóbula del emperador Alejo III Ángelo en 1198 incluye la Provincia Valachie entre los distritos de Tesalia donde se concedieron exenciones a los comerciantes venecianos, y la misma información es repetida en la lista de provincias concedida a Bonifacio de Montferrato en el Partitio Romaniae de 1204. Según el bizantinista George C. Soulis, a partir de esta información se desprende que esta provincia bizantina de Vlaquia, de finales del siglo xii, «estaba situada en la región del monte Otris, ocupando el área situada entre las ciudades de Lamía, Domokos y Almyrós».
Sin embargo, a pesar de su prominencia en Tesalia, los valacos nunca llegaron a gobernar la región, sino que se sometieron a los diversos gobernantes griegos, latinos y más tarde serbios. Tras la cuarta cruzada y la captura de Tesalia por el Despotado de Epiro, los valacos fueron utilizados por los epirotas como tropas de élite contra sus rivales; el erudito del siglo xiii Jorge Paquimeres comenta sobre la valentía de los Megalovlachitai en el ejército del gobernante de Epiro, Miguel II Comneno Ducas. El hijo bastardo de Miguel, Juan, estaba casado con una mujer de origen valaco, hija del jefe Taron, y sus tropas de valacos (no está claro si eran fuerzas regulares o quizás un ejército privado reunido de sus propiedades) jugaron un papel destacado en la batalla de Pelagonia en 1259. Cuando Miguel II murió en c. de 1268, su reino se dividió y Juan devino en gobernante de Tesalia, con su capital en Neopatras. Los autores occidentales a menudo usaban el término «Valaquia» para referirse al reino autónomo de Tesalia de Juan Ducas y sus herederos. Sin embargo, parte de Tesalia, alrededor de Demetrias, Velestino, Almyrós y Farsala, había permanecido en manos del Imperio de Nicea, y después de 1261 el Imperio bizantino restaurado, durante varios años después de Pelagonia. Este distrito estaba gobernado por un «céfalo de la Gran Valaquia», cargo que ocupaba en 1276 el pincerna Raúl Comneno.
Después de la conquista de gran parte del Imperio bizantino a mediados de la década de 1340, el gobernante serbio Esteban Dušan fue coronado emperador en 1346, fundando el Imperio serbio. En 1347-1348, Dušan y su general Preljub extendieron el control serbio sobre Epiro y Tesalia.  Posteriormente, Dušan reclamó los títulos, en latín, de imperator Raxie et Romanie, dispotus Lartae et Blachie comes («Emperador de Rascia y Romania [Imperio bizantino], déspota de Arta y conde de Valaquia»).